# Patriarcado Ecumênico de Constantinopla
O Patriarcado Ecumênico (português brasileiro) ou Patriarcado Ecuménico (português europeu) de Constantinopla (em grego: Οικουμενικό Πατριαρχείο Κωνσταντινουπόλεως; romaniz.: Oikoumenikó Patriarkheío Kōnstantinoupóleōs; em turco: İstanbul Rum Ortodoks patrikhanesi, İstanbul Ekümenik Patrikhanesi) ou Igreja Ortodoxa de Constantinopla é uma das quinze Igrejas Ortodoxas Autocéfalas. Devido à sua localização histórica como capital do antigo Império Romano Oriental (Bizantino) e ao seu papel como igreja-mãe da maioria das igrejas ortodoxas modernas, Constantinopla ocupa um lugar especial de honra dentro da Ortodoxia e serve como sede do Patriarca Ecumênico, Primaz da Ortodoxia, que goza do status de primus inter pares (primeiro entre iguais) entre os prelados ortodoxos orientais do mundo,  embora este seja um título mais honorífico, usado desde o século VII e que lhe confere poder decisório em caso de impasse. É amplamente reconhecida como representante espiritual honorário de todos os fiéis ortodoxos.
O estatuto do Patriarcado Ecuménico não é oficialmente reconhecido pela República da Turquia; a Turquia apenas reconhece a autoridade do Patriarcado Ecuménico sobre a minoria grega em Istambul, Bozcaada e Gökçeada.
É também um dos cinco patriarcados da antiguidade, chamados Pentarquia. Dentro da comunhão ortodoxa, ele ocupa o primeiro lugar de precedência (primazia de honra).

## História

### Fundação e primeiros anos

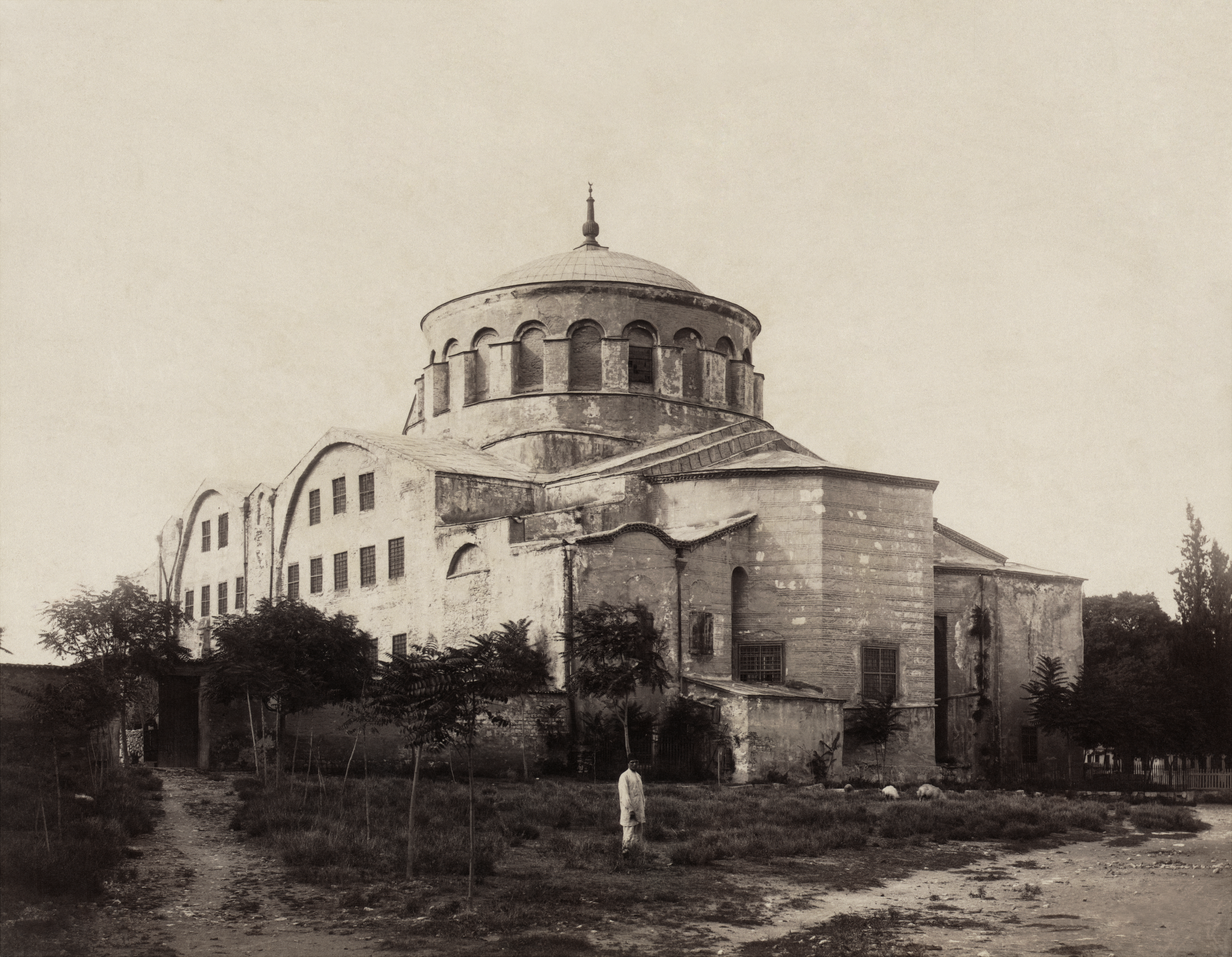
A Igreja de Santa Irene era a Catedral do Patriarcado antes de Santa Sofia ser concluída em 360

A Igreja em Bizâncio (em grego: Βυζάντιον; romaniz.: Byzántion) provavelmente remonta ao tempo dos Doze Apóstolos quando, segundo a tradição, Santo André a erigiu. Curiosamente, as duas sés primazes, Roma e Constantinopla, supostamente foram fundadas pelos irmãos Pedro e André, também os primeiros escolhidos pelo Messias.[carece de fontes?]
A importância da "Sé Constantinopolitana" e de seu bispo foi fortemente marcada pela ascensão da cidade a capital do Império Romano, a "Nova Roma". Por esse tempo, seu bispo era o segundo em importância, após o Papa (Ver 3º Cânone do 1º Concílio de Constantinopla), mas o IV Sínodo Ecumênico (Concílio de Calcedônia) conferiu a ele as mesmas honras de sua contraparte romana.
Nos primeiros séculos da Igreja, os bispos de Bizâncio estavam submetidos ao Metropolita de Heraclea (Perinto). Sob Constantino, o Grande, a cidade relativamente menor de Bizâncio foi transformada em Constantinopla - Nova Roma, a capital do Império Romano do oriente. Em resposta a esta nova realidade, o Cânon 3 do Segundo Concílio Ecumênico (381) declarou: "Que o Bispo de Constantinopla, porém, tenha as prioridades de honra depois do Bispo de Roma, por ser a Nova Roma".
Então, em 451, o Quarto Conselho Ecumênico produziu o famoso e controverso Cânon 28 de Calcedônia, que ampliou a autoridade do bispo de Constantinopla com base na lógica "de que a cidade que é a sede de um império e de um senado, e é igual à velha Roma imperial no que diz respeito a outros privilégios e prioridades, deve ser ampliada também como ela é no que diz respeito aos assuntos eclesiásticos, como vindo depois dela, ou como sendo a segunda a ela". Este cânon subordinou os Metropolitas do Ponto, Ásia e Trácia (embora não os bispos diocesanos nestas províncias) ao bispo de Constantinopla. O cânon também deu a Constantinopla responsabilidade sobre "os bispos das dioceses mencionadas que se encontram em terras bárbaras".

### O Grande Cisma

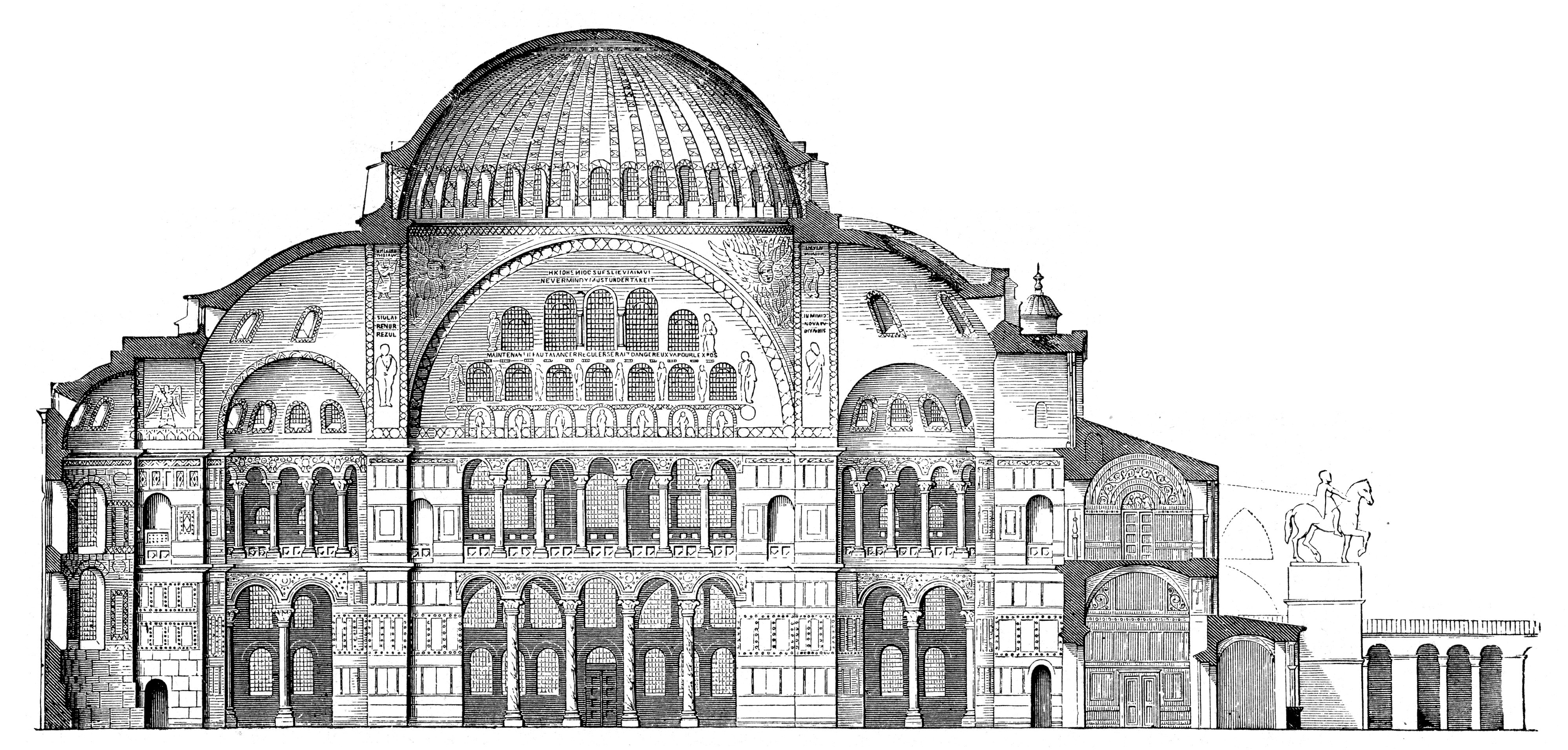
A Basílica de Santa Sofia: a grande igreja construída por Justiniano tornou-se no século VI a nova catedral de Constantinopla. Foi a catedral patriarcal até 1453.

Durante o primeiro milênio, a Pentarquia foi bastante articulada e promoveu os primeiros sete concílios ecuménicos. Porém, com a queda do Império Romano do Ocidente e do afastamento cultural do ocidente-oriente, as diferenças litúrgicas, quanto à prática e às interpretações tenderam a avolumar-se e, na precária estabilidade em que se encontravam juntamente com a afetação política, romperam-se. Esse rompimento deu-se paulatinamente, mas tornou-se oficial em 1054.
Com a separação dos quatro patriarcados orientais com o ocidental, coube ao Patriarca Ecumênico de Constantinopla a primazia de honra que era, na Pentarquia, disposição do Patriarca Ocidental.

Sob o Papa Paulo VI e o patriarca Atenágoras I, as igrejas peregrinas retiraram sua mútua excomunhão. Apesar de não implicar em uma reconciliação eclesial, simboliza uma nova condição de relação entre ambas as Igrejas.
| “ | Com o Patriarcado de Constantinopla, Roma mantém relações regulares e frequentes. Quando surgem dificuldades ou incompreensões, resolvem-se diretamente. O intercâmbio regular de delegações para a festa de Santo André ao Fanar e dos Santos Pedro e Paulo em Roma oferece um instrumento útil de conversações diretas. O Patriarca Ecumênico S. S. Bartolomeu I esteve em Roma para a festa dos Santos Pedro e Paulo deste ano. Naquela ocasião, pediu ao Santo Padre as relíquias de São João Crisóstomo e de São Gregório Nazianzeno, patriarcas de Constantinopla, que se encontram na Basílica de São Pedro. Ao final deste mês Sua Santidade Bartolomeu I virá a Roma para receber do Santo Padre a doação das relíquias. Será a ocasião para um novo encontro. | ” |

## Estrutura

Selo Episcopal de Constantinopla

### Na Turquia
- Arquidiocese de Constantinopla - chefiada pelo Patriarca: Istambul e arredores;[22]
- Diocese de Calcedônia;
- Diocese de Derkon;
- Diocese das Ilhas dos Príncipes;
- Diocese de Imbros e Tenedos;
- Diocese da Pisídia;
- Diocese de Silivria;
- Diocese de Edirne;
- Diocese de Esmirna;
- Diocese de Bursa.[23]

### Na Grécia

#### Igreja de Creta
A Igreja Ortodoxa em Creta, que consiste na Arquidiocese de Creta e oito Dioceses, é semiautônoma e tem sua afiliação regular com o Patriarcado Ecumênico.
- Sínodo Provincial da Igreja de Creta;
- Arquidiocese de Creta;
- Diocese de Gortyn e Arcádia;
- Metrópole de Rethymno e Avlopotamos;
- Santuários de Kydonia e Apokoronas;
- Diocese de Lampi, Syvrito e Sfakion;
- Diocese de Ierapytni e Sitia;
- Diocese de Petra e Herronissos;
- Diocese de Kissamos e Selinos;
- Diocese de Arkalochori.

#### Metrópoles do Dodecaneso
- Diocese de Rodes;
- Diocese de Kos e Nisyros;
- Metrópole de Leros, Kalymnos e Astypalea;
- Diocese de Karpathos e Kassos;
- Diocese de Symi.[24]

#### Metrópoles dos "Novos Territórios"
- Diocese de Alexandroupolis;
- Diocese de Veria, Naoussa e Campânia;
- Diocese de Goumenissa, Axioupolis e Polykarpos;
- Metrópole de Grevena;
- Metrópole de Didymoteicho, Orestiada e Soufli;
- Metrópole do Drama;
- Metrópole de Dryinoupolis, Pogoniani e Konitsi;
- Diocese de Edessa e Pella;
- Diocese de Elassonos;
- Diocese de Eleftheroupoli;
- Metrópole de Zichon e Nevrokopi;
- Diocese de Thessaloniki;
- Diocese de Ierissos, Monte Athos e Ardameri;
- Diocese de Ioannina;
- Diocese de Kassandreia;
- Diocese de Kastoria;
- Diocese de Kitros;
- Diocese de Langada, Litis e Rentini;
- Metrópole de Lemnos;
- Metrópole de Maronia e Komotini;
- Diocese de Mithymna;
- Diocese de Mitilene;
- Metrópole de Nápoles e Stavroupolis;
- Metrópole de Nea Krini e Kalamaria;
- Diocese de Nikópolis e Preveza;
- Diocese de Xanthi;
- Metrópole de Paramítia, Filiates e Giromeri;
- Diocese de Polyani e Kilkis;
- Diocese de Samos e Ikaria;
- Diocese da Sérvia e Kozani;
- Diocese de Serres e Nigritis;
- Diocese de Sidirokastro;
- Diocese de Sisani e Siatist;
- Diocese de Filipos, Nápoles e Thassos;
- Diocese de Florina, Prespa e Eordaia;
- Diocese de Chios.[24]

### Outras Eparquias na Europa
- Arquidiocese de Thyateira e Grã-Bretanha;
- Diocese da França;
- Sé da Alemanha;
- Diocese da Austria;
- Diocese da Suécia e toda a Escandinávia;
- Diocese da Bélgica;
- Metrópole da Suíça;
- Diocese da Itália;
- Diocese da Espanha e Portugal.[25]

### Américas

#### Arquidiocese da América
Foi fundada em 1922 como Arquidiocese da América do Norte e do Sul, com o arcebispo e os bispos à sua volta. Desde 1996, após o destacamento e estabelecimento de novas Eparquias, nomeadamente a Arquidiocese do Canadá e as Dioceses de Buenos Aires e do México, a Arquidiocese está confinada aos Estados Unidos.
- Arquidiocese da América;[27]
- Metrópole de Boston;
- Metrópole de Denver;
- Metrópole de Atlanta;
- Metrópole de Detroit;
- Metrópole de Pittsburgh;
- Metrópole de São Francisco;
- Metrópole de Nova Jersey;
- Metrópole de Chicago;
- Instituições e Organizações da Arquidiocese da América.

#### Metrópole de Buenos Aires
A Arquidiocese Ortodoxa Grega Buenos Aires e América do Sul (em castelhano:  Arquidiócesis Ortodoxa Griega de Buenos Aires y Sudamérica) ou Sacra Metrópole de Buenos Aires e América do Sul (em castelhano:  Sacra Metrópolis de Buenos Aires y Sudamérica, em grego:  Ιερά Μητρόπολης Μπουένος Άϊρες και Νοτίου Αμερικής) é uma eparquia do Patriarcado Ecumênico de Constantinopla com sede na cidade de Buenos Aires, Argentina. Sua jurisdição se estende a Argentina, Brasil, Uruguai, Chile, Paraguai, Peru, Bolívia, Equador, Suriname, Guiana e Guiana Francesa.

#### Ucranianos da diáspora nos Estados Unidos
A Igreja Ortodoxa Ucraniana dos EUA (em ucraniano: Українська православна церква у США) é uma jurisdição do Patriarcado Ecumênico dos Estados Unidos. É constituída por duas eparquias (dioceses), governadas por dois bispos, incluindo cerca de 85 paróquias e missões ativas. O atual líder da Igreja é o Metropolita Antônio. A sede da Igreja e o Consistório estão localizados em South Bound Brook, Nova Jersey.

#### Cárpato-russos nos Estados Unidos
A Diocese Ortodoxa Cárpato-Russa da América do Norte é uma Diocese do Patriarcado Ecumênico com 78 paróquias nos Estados Unidos e Canadá. Embora a Diocese seja diretamente responsável perante o Patriarcado, está sob a supervisão espiritual do Primaz da Arquidiocese Ortodoxa Grega da América.
A Diocese foi dirigida pelo Metropolita Nicholas Smisko de Amissos (1936-2011). O atual líder é o Metropolita de Nyssa, Gregory Tatsis, que foi consagrado em 27 de novembro de 2012.

#### Albaneses ortodoxos nos Estados Unidos
A Diocese Ortodoxa Albanesa da América (em albanês: Dioqeza ortodokse shqiptare në Amerikë) é uma jurisdição do Patriarcado Ecumênico nos Estados Unidos. Em 2013, seu líder era o bispo Ilia (Katre) de Philomelion(Vigário Geral desde 1982 e bispo desde 2002), que mora em Boston, Chicago e Las Vegas.

#### Igreja Ortodoxa Ucraniana no Canadá
A Igreja Ortodoxa Ucraniana do Canadá (em francês: Église orthodoxe ukrainienne du Canada) é uma igreja ortodoxa oriental no Canadá, consistindo principalmente de canadenses ortodoxos ucranianos. Seu nome anterior (antes de 1990) era Igreja Ortodoxa Grega Ucraniana do Canadá. A Igreja, atualmente uma Metrópole do Patriarcado Ecumênico de Constantinopla, faz parte da comunhão ortodoxa oriental mais ampla, no entanto, foi criada de forma independente em 1918.

### Ásia
- Diocese de Hong Kong;
- Diocese da Coreia;
- Metrópole de Cingapura.[34]

### Oceania
- Arquidiocese da Austrália;
- Sé da Nova Zelândia.[35]

### Igreja Autônomas
- Igreja Ortodoxa da Finlândia;[36]
- Igreja Ortodoxa da Estônia.[36]

### Mosteiros patriarcais e estavropegianos
- Monte Atos;
- Exarcado Patriarcal de Patmos;
- Mosteiro Patriarcal e Stavropegiano de Agia Anastasia de Pharmakolytria em Halkidiki;
- Mosteiro Patriarcal e Stavropegiano de Vlatada em Thessaloniki;
- Mosteiro Patriarcal e Stavropegiano do Santo Precursor em Essex, Inglaterra;
- Mosteiro Patriarcal e Stavropegiano da Assunção da Santíssima Virgem no Alabama, Estados Unidos;
- Mosteiro Patriarcal e Stavropegiano da Santa Paz de Chrysovalantos de Nova York, Estados Unidos;
- Stavropegio do Patriarcado Ecumênico em Kiev.[37]

## Hierarquia

### Patriarca

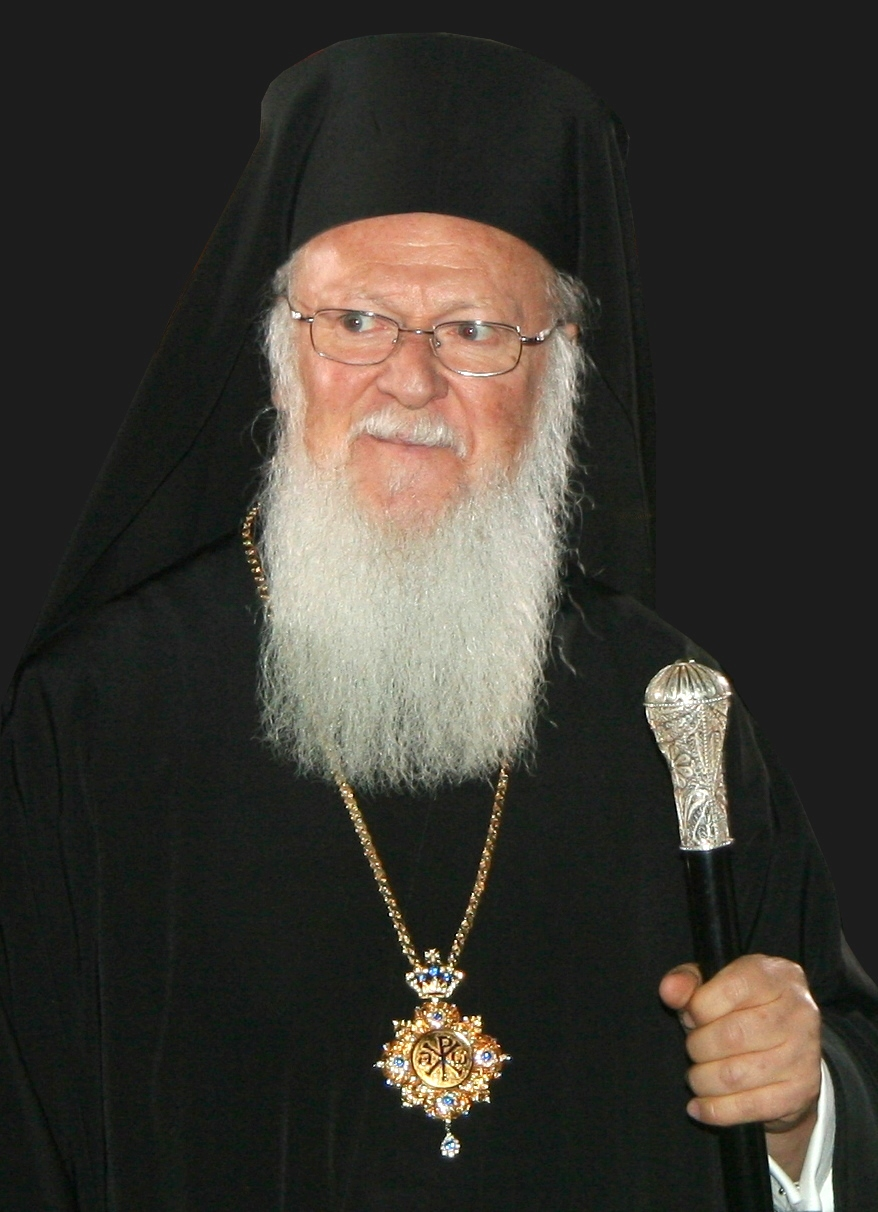
Bartolomeu I de Constantinopla, atual Patriarca Ecumênico

Essencialmente ele desempenha funções de convocar sínodos, sejam eles pan-ortodoxos ou locais; exortar e vigiar a atuação dos Metropolitas; julgar questões de mérito ou recursos relativos a Metropolitas; e o direito de colocar mosteiros e igrejas dos bispos a ele subordinados sob seu controle direto. Também desempenha funções de "orador" em diálogos intereclesiais ou inter-religiosos.
O título oficial do Patriarca Ecumênico é: Sua Santidade, Bartolomeu I, Arcebispo de Constantinopla Nova Roma e Patriarca Ecumênico;
Em grego: H Αυτού Θειοτάτη Παναγιότης ο Αρχιεπίσκοπος Κωνσταντινουπόλεως Νέας Ρώμης και Οικουμενικός Πατριάρχης Βαρθολομαίος Α'

### Santo Sínodo
Além do Patriarca, o Sínodo dos Bispos Constantinopolitanos é formado pelos metropolitas:
- Evângelo da Perga;
- Calínico de Listra;
- Constantino de Derco;
- Agostinho da Alemanha;
- Máximo de Pittsburgh;
- Atenágoras do México;
- Apóstolo de Milito;
- Nectário de Petra e Herronisso;
- Crisóstomo de Mira;
- Apóstolo de Moschonisia;
- Teolípto de Icônio;
- Cirilo de Rodes.

## O Patriarcado sob a secular República da Turquia

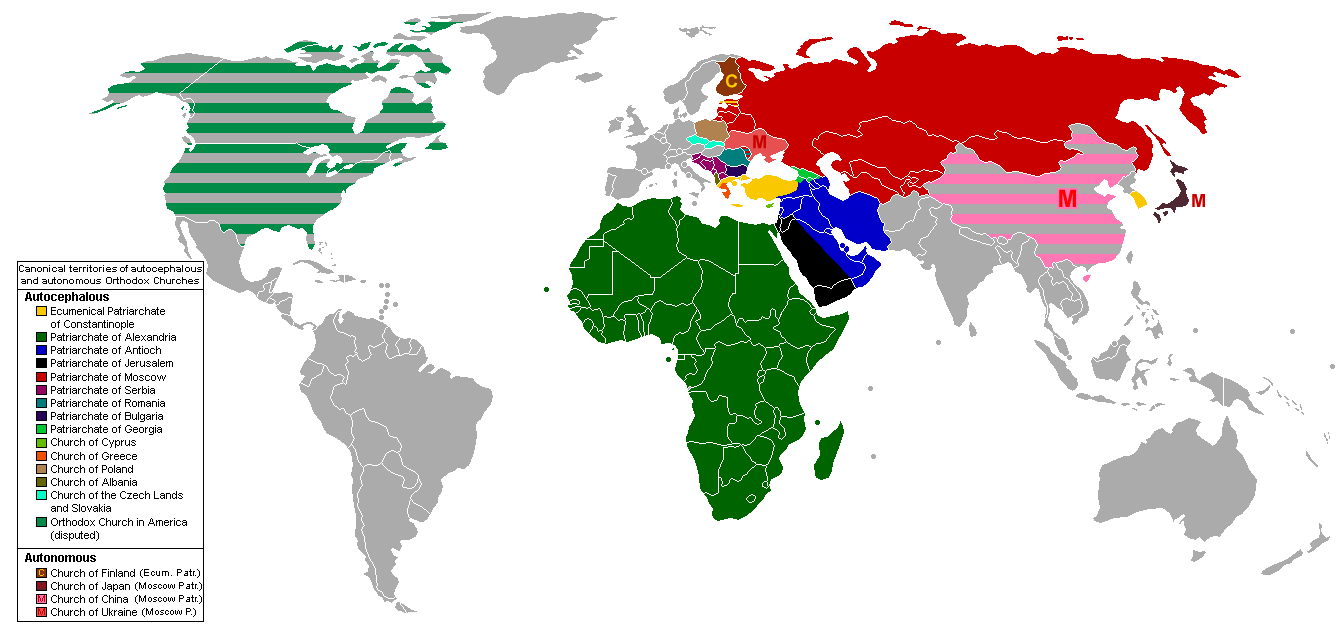
Territórios canônicos das Igrejas Ortodoxas

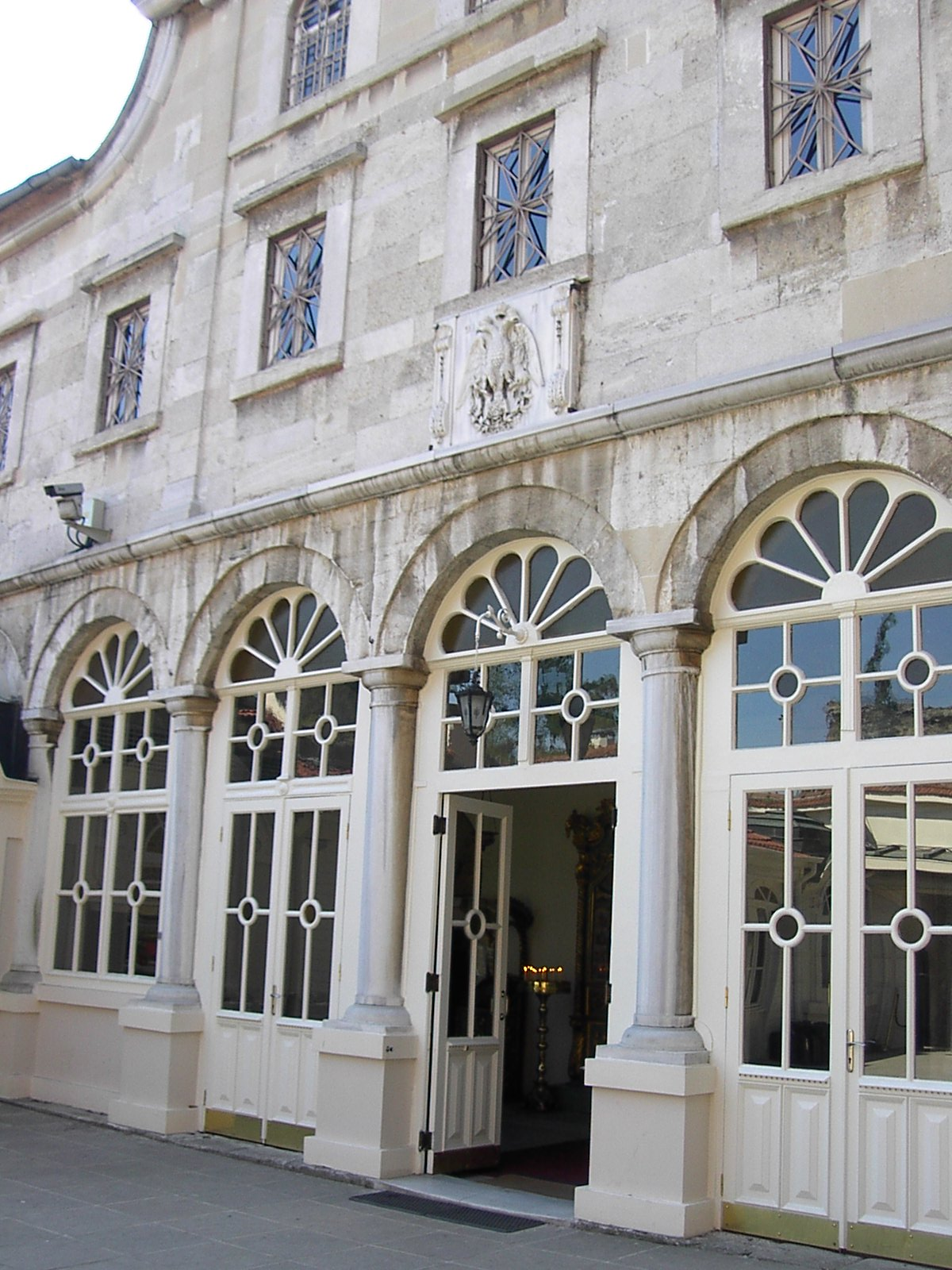
Exterior da Basílica Patriarcal de São Jorge, no distrito Fener de Istambul. A fachada data do meio do século XIX e mostra influência neoclássica.

Desde 1586, o Patriarcado Ecumênico tem sua sede na relativamente modesta Catedral de São Jorge, em Istambul. O atual território do Patriarcado foi significantemente reduzido em relação ao que era em seu ápice. Seu território canônico inclui a maior parte da moderna Turquia, norte da Grécia e Monte Atos, o Dodecaneso e Creta. Segundo sua interpretação do cânone 28 de Calcedônia, Constantinopla também reivindica jurisdição sobre todas os territórios fora dos canonicamente definidos de outras igrejas ortodoxas, o que inclui todo o hemisfério Ocidental, Austrália, Reino Unido, Europa Ocidental, Sudeste Asiático e outros. Esta reivindicação é contestada por outras igrejas autocéfalas com dioceses naquelas áreas, assim como pelo governo turco.
A presença ortodoxa na própria Turquia é pequena, porém a maioria dos ortodoxos na América do Norte (dois terços do total) estão sob este Patriarcado Ecumênico, primariamente na Arquidiocese da América.
O Patriarcado também possui crescente maioria no Reino Unido. Além disso, as jurisdições das comunidades americanas oriundas da Albânia, Cárpatos, Rússia e Ucrânia são parte do Patriarcado.
A maior parte dos fundos do Patriarcado não vêm diretamente dos membros de suas igrejas, mas de membros influentes que fazem grandes doações para a manutenção do Patriarcado. Em troca, eles recebem títulos honoríficos que em séculos antigos eram dados ao pessoal do Patriarcado. O Patriarcado atua na capacidade de ser um intermediário e facilitador entre as igrejas ortodoxas e também nas relações com outras igrejas cristãs e outras religiões. Este papel algumas vezes traz ao patriarcado conflitos com outras igrejas ortodoxas, quando seu papel na igreja é debatido. A questão central é se o Patriarcado Ecumênico é simplesmente a mais honrada entre as igrejas ortodoxas ou se ela tem uma autoridade real e prerrogativas sobre as demais igrejas autocéfalas. Esta disputa é frequente entre Constantinopla e Moscou, a maior igreja em termos de população, especialmente como expressado na teoria da "Terceira Roma" que coloca Moscou no lugar de Constantinopla como o centro da ortodoxia. Tal disputas ocasionalmente resulta em curtos rompimentos temporários entre as duas igrejas.
O relacionamento entre o Patriarcado e o Império Otomano foi frequentemente amargo, devido à ausência dos privilégios garantidos ao Islã. Na secular República da Turquia, as tensões são ainda constantes. A Turquia requer por lei que o Patriarca seja cidadão turco, mas todos os patriarcas têm sido gregos étnicos desde 1923. A desapropriação de propriedades da igreja e o fechamento da Escola Teológica de Halki também são dificuldades enfrentadas pelo Patriarcado.

## Na América do Sul
A Igreja Ortodoxa de Constantinopla tem jurisdição direta no Brasil por meio da Arquidiocese Ortodoxa Grega de Buenos Aires e América do Sul e pela Eparquia Ortodoxa Ucraniana da América do Sul. A primeira foi criada como diocese da Arquidiocese Ortodoxa Grega das Américas em 1952 e desconectada desta em 1996. Uma comunidade de gregos em Berisso já tinha assistência espiritual de um padre ortodoxo desde ao menos 1905, mesmo ano em que se organizam fiéis gregos em uma igreja em Florianópolis. As igrejas gregas das Américas são organizadas sob jurisdição da Igreja da Grécia em 1908 e assim permanecem até 1922, quando ficam diretamente sob a jurisdição do Patriarca de Constantinopla.
Atualmente, as igrejas da Arquidiocese fazem presença no Brasil nos estados de São Paulo, Santa Catarina, Paraná, Rio Grande do Sul, Espírito Santo, Goiás, Rio de Janeiro e no Distrito Federal. No resto da América do Sul, há considerável presença na Argentina, no Chile, no Peru e no Equador, com algumas famílias ortodoxas na Bolívia, no Paraguai, Suriname, Guiana e Guiana Francesa. É presidida desde 2019 pelo Arcebispo José.
Por outro lado, a ortodoxia ucraniana no Brasil é representada pela Eparquia Ortodoxa Ucraniana da América do Sul, não sujeita à Igreja Ortodoxa Ucraniana, mas à Igreja Ortodoxa Ucraniana em Diáspora, diretamente sob a jurisdição do Patriarca Ecumênico. A Eparquia, cujo arcebispo é atualmente Jeremias Ferens, é sediada na Catedral Ortodoxa Ucraniana São Demétrio, em Curitiba, mas, além do Paraná, tem igrejas nos Estados de Santa Catarina, São Paulo e Rio Grande do Sul, e também na Argentina, no  Paraguai e na Venezuela. Está ligada à Igreja Ortodoxa Ucraniana na Diáspora, cujo lugar-tenente é o Arcebispo da Igreja Ortodoxa Ucraniana dos Estados Unidos.